# Mycomya infuscata
Mycomya infuscata är en tvåvingeart som beskrevs av Freeman 1951. Mycomya infuscata ingår i släktet Mycomya och familjen svampmyggor. Inga underarter finns listade i Catalogue of Life.